# Torinói királylista
A torinói királylista egy ókori egyiptomi királylista, amely hieratikus papiruszon maradt fenn, valószínűleg II. Ramszesz idejéből (i. e. 1279–1213), és ma a torinói Egyiptomi Múzeum őrzi. Ez a legtöbb uralkodónevet tartalmazó lista, melyet az egyiptomiak állítottak össze, így ez alkotja a legtöbb, II. Ramszesz ideje előtti kronológia alapját.

## Létrejötte
A papirusz valószínűleg az újbirodalom közepe felé, a XIX. dinasztiához tartozó II. Ramszesz uralkodása alatt jött létre, bár lehet, hogy később, akár a XX. dinasztia alatt. Eleje és vége elveszett, a XIX. dinasztia után nem folytatódik. A papirusz felsorolja az uralkodók nevét, uralkodásuk hosszát években, némelyikükét hónapra, napra pontosan. Egyes esetekben családonként tagolja őket, ami nagyjából megfelel a Manethón által alkalmazott, dinasztiánkénti bontásnak. A listán szerepelnek nagyon rövid ideig uralkodó fáraók, illetve olyanok is, akiknek uralma csak kisebb területekre terjedt ki, és más források nem említik. Emellett említ mitikus királyokat, például isteneket is.
A listán szerepelnek a XV. dinasztiát alkotó alsó-egyiptomi hükszosz uralkodók is, nekik azonban a nevük körül nincs kártus, és nevük mellett hieroglif jel mutatja, hogy idegenek. Őket leszámítva idegen uralkodók jellemzően nem szerepelnek a listán.
A papirusz eredetileg egy adóösszeírást tartalmazott, a királylista a hátulján szerepel, ami azt jelentheti, hogy szerzője számára nem volt túl nagy jelentősége, bár elsődlegesen adminisztratív segédletként szolgálhatott. Mint ilyen, valószínűleg kevéssé elfogult bizonyos uralkodókkal szemben, és valószínűleg minden egyiptomi uralkodót felsorol, akiket szerzői ismertek.

## Felfedezése és rekonstruálása
A papiruszt Bernardino Drovetti olasz utazó találta Luxorban, 1820-ban. A torinói múzeum 1824-ben vásárolta meg, itt az 1874-es számú papirusz lett a gyűjteményben. Mikor kinyitották a ládát, amelyben Olaszországba szállították, a papirusz apró darabokra esett szét. Jean-François Champollion, mikor megvizsgálta, csak pár nagyobb töredéken ismert fel királyneveket; amit meg tudott fejteni, azokról másolatot készített. A további kutatás segítésére rekonstruálták a lista egy részét. Gustav Seyffarth (1796–1885) szász kutató szintén megvizsgálta a töredékeket, melyek némelyike mindössze egy négyzetcentiméteres volt, és teljesebb rekonstrukciót készített, kizárólag a papirusz rostjai alapján, mivel a hieratikus jelek jelentését még nem tudta megfejteni. Jens Peter Lauth müncheni egyiptológus kutatásai nagyrészt megerősítették a Seyffarth-féle rekonstrukciót.
1997-ben Kim Ryholt a lista jobb, pontosabb értelmezését tette közzé The Political Situation in Egypt during the Second Intermediate Period c. 1800-1550 B.C. („Egyiptom politikai helyzete a második átmeneti korban, kb. i. e. 1800–1550 között”) című könyvében. Donald Redford is tanulmányozta a papiruszt, és megjegyezte, hogy bár a lista számos neve megfelel az épületeken, szobrokon és más dokumentumokon megtalált neveknek, van pár eltérés, és a nevek nem mindenhol egyeznek, így kétséges a dokumentum abszolút megbízhatósága a II. Ramszesz előtti kronológia terén.
A rekonstrukcióra tett kísérletek ellenére a papirusznak körülbelül a fele továbbra is hiányos. Jelen állapotában 1,7 m hosszú és 41 cm széles; több mint 160 töredékből áll. 2009-ben korábban publikálatlan töredékeit találták meg jó állapotban a torinói múzeum raktárában.
A papiruszon kétszer is előforduló Hudzsefa névről ma már tudni, hogy a ramesszida kori királyi írnokok akkor használták, amikor az ehhez hasonló királylisták összeállításakor egy elhunyt fáraó neve olvashatatlan, sérült volt vagy teljesen hiányzott.

## A papirusz szövege
A papirusz szövege tizenegy oszlopból áll. Mivel a lista nagy mértékben sérült, számos király neve és elhelyezése a listán máig vitatott.
- 1. oszlop — Istenek
- 2. oszlop — Istenek, lelkek, mitikus királyok
- 3. oszlop — 11.-25. sor: I.-II. dinasztia
- 4. oszlop — 1.-25. sor: II.-V. dinasztia
- 5. oszlop — 1.-26. sor: VI.-VIII./IX./X. dinasztia
- 6. oszlop — 12.-25. sor: XI.-XII. dinasztia
- 7. oszlop — 1.-2. sor: XII.-XIII. dinasztia
- 8. oszlop — 1.-23. sor: XIII. dinasztia
- 9. oszlop — 1.-27. sor: XIII.-XIV. dinasztia
- 10. oszlop — 1.-30. sor: XIV. dinasztia
- 11. oszlop — 1.-30. sor: XIV.-XVII. dinasztia

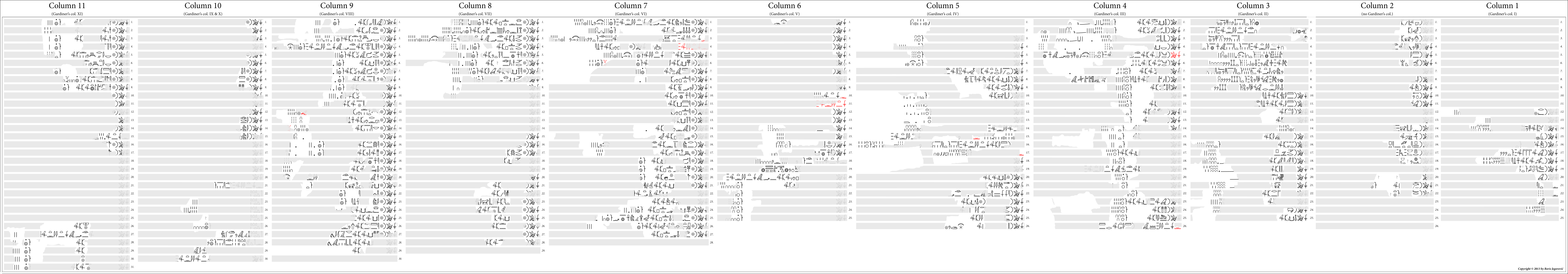
A lista, egyes töredékek helyének 2013-as javításaival, hieroglif átírásban

A papiruszon szereplő nevek (évek nélkül):
| Második oszlop      | Második oszlop                   | Második oszlop        | Második oszlop    | Második oszlop | Második oszlop |
| Sor                 | Közismert neve                   | Neve a listán         | Transzliteráció   | Manuel de Codage | Unicode        |
| ------------------- | -------------------------------- | --------------------- | ----------------- | --- | -------------- |
| 11                  | Ménész                           | Meni                  | mni               | <-Y5:N35-M17-> | 𓏠𓈖𓇋            |
| 12                  | Hór-Aha                          | Teti                  | ttij              | <-X1:X1-M17-Z4-> | 𓏏𓏏𓇋𓏭           |
| 13                  | Dzser                            | Iti, Ita              | iti               | <-M17-X1-//-G7-> | 𓇋𓏏…𓅆           |
| 15                  | Dzset                            | Itui                  | itjwi             | <-//-G4#12-M17-> | …𓅂𓇋            |
| 16                  | Den                              | Qenti                 | qntj              | <-Aa8:X1*Z4-> | 𓐖𓏏𓏭            |
| 17                  | Anedzsib                         | Merbiapen             | mr-biA-pn         | <-U7:D21-U17-Q3:N35-//-> | 𓌻𓂋𓍅𓊪𓈖…         |
| 18                  | Szemerhet                        | Szemszem              | smsm              | <-S29-G17-S29-G17-> | 𓋴𓅓𓋴𓅓           |
| 19                  | Ka                               | (Qe)beh               | qbH               | <-//-D58-V28-G7-> | …𓃀𓎛𓅆           |
| 20                  | Hotepszehemui                    | Baunetjer             | bAw-nTr           | <-//-G30-R4:Q3-G7-> | …𓅢𓊵𓊪𓅆          |
| 21                  | Nebré                            | Kakau                 | kA-kAw            | <-//-E2-D52:Z1*Z1*Z1-G7-> | …𓃓𓂸𓏤𓏤𓏤𓅆        |
| 22                  | Ninetjer                         | Banetjer              | bA-nTr            | <-//-R8-D21:N35-G7-> | …𓊹𓂋𓈖𓅆          |
| 23                  | Uneg                             | ..s                   | ..s               | <-//-//-S29-G7-> | … …𓋴𓅆          |
| 24                  | Szenedzs                         | Sened..               | snDi              | <-G54-//-> | 𓅾…             |
| 25                  | I. Noferkaré                     | Neferka               | nfr-kA            | <-O29-D28-Z1-> | 𓉼𓂓𓏤            |
| Harmadik oszlop     |                                  |                       |                   | |                |
| Sor                 | Közismert neve                   | Neve a listán         | Transzliteráció   | Manuel de Codage | Unicode        |
| 2                   | Noferkaszokar                    | Neferkasokar          | nfr-kA-skr        | <-F35-D28-Z1-O34:V31:D21-Z5-G7-> | 𓄤𓂓𓏤𓊃𓎡𓂋𓏯𓅆       |
| 3                   | Haszehemui                       | Bebti                 | bbtj              | <-D58-D58-N21-G7-> | 𓃀𓃀𓈅𓅆           |
| 4                   | Szanaht                          | Nebka                 | nbkA              | <-V30-D28-Z1-> | 𓎟𓂓𓏤            |
| 5                   | Dzsószer                         | Djoser..it            | Dsr..it           | <-D45:D21-M17-.:X1#12-G7-> | 𓂦𓂋𓇋𓏏𓅆          |
| 6                   | Szehemhet                        | Djoserti              | Dsrti             | <-D45:D21-X1:Z4-G7-> | 𓂦𓂋𓏏𓏭𓅆          |
| 7                   | II. Hudzsefa                     | Hudjefa               | HwDfA             | <-O34-I10-S29-> | 𓊃𓆓𓋴            |
| 8                   | Huni                             | Huni                  | Hwni              | <-V28-Z5-A25-//-G7-> | 𓎛𓏯𓀝…𓅆          |
| 9                   | Sznofru                          | Senefer               | snfr              | <-S29-F35-I9:D21-G7-> | 𓋴𓄤𓆑𓂋𓅆          |
| 10                  | Hufu                             | —                     | —                 | //-// | … …            |
| 11                  | Dzsedefré                        | —                     | —                 | <-//-//-G7-> | … …𓅆           |
| 12                  | Hafré                            | ..ha..                | ..xa..            | <-//-N28-D36-//-G7-> | …𓈍𓂝…𓅆          |
| 13                  | Elveszett                        | —                     | —                 | <-//-//-G7-> | … …𓅆           |
| 14                  | Menkauré                         | —                     | —                 | <-//-//-G7-> | … …𓅆           |
| 15                  | Sepszeszkaf                      | —                     | —                 | <-//-//-G7-> | … …𓅆           |
| 16                  | Ismeretlen                       | —                     | —                 | — | —              |
| 17                  | Uszerkaf                         | ..kaf                 | ..kAf             | <-//-//-D28:I9-G7-> | … …𓂓𓆑𓅆         |
| 18                  | Szahuré                          | —                     | —                 | — | —              |
| 19                  | Noferirkaré                      | —                     | —                 | — | —              |
| 20                  | Sepszeszkaré                     | —                     | —                 | — | —              |
| 21                  | Noferefré                        | —                     | —                 | — | —              |
| 22                  | Niuszerré                        | —                     | —                 | — | —              |
| 23                  | Menkauhór                        | Menkahór              | mn-kA-Hr          | G5-<-G7-Y5:N35-D28-Z1-G7-> | 𓅃𓅆𓏠𓈖𓂓𓏤𓅆        |
| 24                  | Dzsedkaré                        | Dzsed                 | Dd                | <-R11-R11-> | 𓊽𓊽             |
| 25                  | Unisz                            | Unisz                 | wnis              | <-E34:N35-M17-S29-> | 𓃹𓈖𓇋𓋴           |
| Negyedik oszlop     |                                  |                       |                   | |                |
| Sor                 | Közismert neve                   | Neve a listán         | Transzliteráció   | Manuel de Codage | Unicode        |
| 1                   | Teti                             | —                     | —                 | — | —              |
| 2                   | Uszerkaré                        | —                     | —                 | — | —              |
| 3                   | I. Pepi                          | —                     | —                 | — | —              |
| 4                   | I. Nemtiemszaf                   | —                     | —                 | — | —              |
| 5                   | II. Pepi                         | —                     | —                 | — | —              |
| 6                   | II. Nemtiemszaf                  | —                     | —                 | — | —              |
| 7                   | Neithikret Sziptah               | Neitikreti            | ntiqrti           | <-N35:X1*Z5-M17-N29-D21:X1*Z4-G7-> | 𓈖𓏏𓏯𓇋𓈎𓂋𓏏𓏭𓅆      |
| 8                   | Lacuna                           | —                     | —                 | — | —              |
| 9                   | Menkaré                          | Noferka               | nfr-kA            | <-F35-D28-Z1-G7-> | 𓄤𓂓𓏤𓅆           |
| 10                  | II. Noferkaré                    | Nofer                 | nfr               | <-F35-I9:D21-G7-> | 𓄤𓆑𓂋𓅆           |
| 11                  | Ibi                              | Ibi                   | ibi               | <-M17-D58-E8-> | 𓇋𓃀𓃙            |
| 12                  | Elveszett                        | —                     | —                 | — | —              |
| 13                  | Elveszett                        | —                     | —                 | — | —              |
| 18                  | Elveszett                        | —                     | —                 | — | —              |
| 19                  | Elveszett                        | —                     | —                 | — | —              |
| 20                  | VII. Noferkaré                   | Noferkaré             | nfr-kA-ra         | <-N5-F35-D28-Z1-G7#12-> | 𓇳𓄤𓂓𓏤𓅆          |
| 21                  | Nebkauré Heti                    | Heti                  | Xti               | <-F32:X1-A50-M17-M17-G7-> | 𓄡𓏏𓀻𓇌𓅆          |
| 22                  | Szenenh..                        | Szenenh..             | snnh..            | <-S29-M22-M22-N35:N35-A53-.:O4-//> | 𓋴𓇒𓈖𓈖𓀾𓉔 …       |
| 23                  | Elveszett                        | —                     | —                 | — | —              |
| 24                  | Mer..                            | Mer..                 | mrr..             | <-U7:D21-//-> | 𓌻𓂋 …           |
| 25                  | Sed..                            | Sed..                 | Sd..              | <-F30:D46#24-//-> | 𓄞𓂧 …           |
| 26                  | H..                              | H..                   | H..               | <-V28-//-> | 𓎛 …            |
| Ötödik oszlop       |                                  |                       |                   | |                |
| Sor                 | Közismert neve                   | Neve a listán         | Transzliteráció   | Manuel de Codage | Unicode        |
| 1                   | Elveszett                        | —                     | —                 | — | —              |
| 2                   | Elveszett                        | —                     | —                 | — | —              |
| 3                   | Elveszett                        | —                     | —                 | — | —              |
| 4                   | Elveszett                        | —                     | —                 | — | —              |
| 5                   | Elveszett                        | —                     | —                 | — | —              |
| 6                   | Elveszett                        | —                     | —                 | — | —              |
| 7                   | Elveszett                        | —                     | —                 | — | —              |
| 8                   | Elveszett                        | —                     | —                 | — | —              |
| 9                   | Elveszett                        | —                     | —                 | — | —              |
| 12                  | I. Montuhotep                    | Wah..                 | wAH..             | <-V28#1234-//-> | 𓎛𓏏…            |
| 13                  | I. Antef                         | —                     | —                 | — | —              |
| 14                  | II. Antef                        | ..n..                 | ..n..             | <-//-N35-//-> | …𓈖…            |
| 15                  | III. Antef                       | —                     | —                 | — | —              |
| 16                  | II. Montuhotep                   | Nebhepetré            | nb-hpt-ra         | <-N5:V30-P8-> | 𓇳𓎟𓊤            |
| 17                  | III. Montuhotep                  | Szanhkaré             | s-anx-kA-ra       | <-S29#34-S34#34-N35:Aa1-D28#34-> | 𓋴𓋹𓈖𓐍𓂓          |
| 20                  | I. Amenemhat                     | ..pib..               | ..p-ib..          | <-//-.:Q3-.:F34-.:Z1-G7-> | …𓊪𓄣𓏤𓅆          |
| 21                  | I. Szenuszert                    | ..ka..                | ..kA..            | <-//-D28-Z1-> | …𓂓𓏤            |
| 22                  | II. Amenemhat                    | —                     | —                 | — | —              |
| 23                  | II. Szenuszert                   | —                     | —                 | — | —              |
| 24                  | III. Szenuszert                  | —                     | —                 | — | —              |
| 25                  | III. Amenemhat                   | —                     | —                 | — | —              |
| Hatodik oszlop      |                                  |                       |                   | |                |
| Sor                 | Közismert neve                   | Neve a listán         | Transzliteráció   | Manuel de Codage | Unicode        |
| 1                   | IV. Amenemhat                    | Maaheruré             | mAa-xrw-ra        | <-N5-U5:D36-P8-V1-A2-> | 𓇳𓌷𓂝𓊤𓍢𓀁         |
| 2                   | Szobeknoferuré                   | …nofruré              | ..nfrw-ra         | | 𓇳𓄤𓄤𓄤𓆊𓅆         |
| 5                   | Ugaf vagy I. Szobekhotep         | Hutauiré              | xwt-Awi-ra        | <-N5-D43:N17:N17#1234-> | 𓇳𓂤𓇿𓇿           |
| 6                   | Szonbef                          | Szehemkaré            | sxm-kA-ra         | <-N5#123-Y8#1234-D28#1234-Z1-> | 𓇳𓏣𓂓𓏤           |
| 7                   | V. Amenemhat                     | Amenemhat..re         | imn-m-HAt         | N5-Y5:.#34-G17-F4:X1*Z1-G7 | 𓇳𓏠𓅓𓄂𓏏𓏤𓅆        |
| 8                   | Hotepibré                        | Szehotepibré          | sHtp-ib-ra        | N5-S29-R4:X1*Q3-F34 | 𓇳𓋴𓊵𓏏𓊪𓄣𓏤        |
| 9                   | Jufni                            | Iufni                 | iwfni             | i-Z7-f-n:A1 | 𓇋𓏲𓆑𓈖𓀀          |
| 10                  | VI. Amenemhat                    | Szanhibré             | s-anx-ib-ra       | ra-s-anx-ib | 𓇳𓋴𓋹𓈖𓐍𓄣𓏤        |
| 11                  | Szemenkaré Nebennu               | Szemenkaré            | smn-kA-ra         | ra-s-mn:n-kA | 𓇳𓋴𓏠𓈖𓂓          |
| 12                  | Szehotepibré                     | Szehotepibré          | sHtp-ib-ra        | N5-s-R4:t*p-ib-Z1 | 𓇳𓋴𓊵𓏏𓊪𓄣𓏤        |
| 13                  | Szeuadzskaré                     | Szeuadzskaré          | swAD-kA-ra        | ra-s-wAD-kA | 𓇳𓋴𓇅𓂓           |
| 14                  | Nedzsemibré                      | Nedzsemibré           | nDm-ib-ra         | ra-nDm-m-mDAt-ib | 𓇳𓇛𓅓𓏛𓄣          |
| 15                  | Haanhré Szobekhotep              | Szobek..p..re         | sbk-(Htp)-ra      | //-N5-I4-// | …𓇳𓆋…           |
| 16                  | Renszeneb                        | Renszeneb             | rn..nbw           | r:n-A2-//-n:b-Y1 | 𓂋𓈖𓀁…𓈖𓃀𓏛        |
| 17                  | Auibré Hór                       | Autibré               | Awt-ib-ra         | ra-Aw-Z7:t-Y1:Z2-ib-Z1 | 𓇳𓄫𓏲𓏏𓏛𓏥𓄣𓏤       |
| 18                  | VII. Amenemhat                   | Szedzsefakaré         | sDfa-kA-ra        | ra-s-D:f-A-//-kA | 𓇳𓋴𓆓𓆑…𓂓𓏤        |
| 19                  | Szehemré Hutaui Szobekhotep      | Amenemhat Szobekhotep | imn-m-hAt-sbk-Htp | M17-Y5:N35-G17-F4:X1-I4-R4:X1-Q3 | 𓇋𓏠𓈖𓅓𓄂𓏏𓆋𓊵𓏏𓊪     |
| 20                  | Hendzser                         | Uszer..re ..dzser     | wsr..ra..nDr      | N5-F12-//-Z1-N5:N35-M36:D21 | 𓇳𓄊…𓏤𓇳𓈖𓇥𓂋       |
| 21                  | Imiermesa                        | ..karé                | ..kA-ra           | <-N5-//-D28-G7-> | 𓇳…𓂓𓅆           |
| 22                  | Szehotepkaré Antef               | ..ré                  | ..ra              | //-D28-Z1-G7-W25:N35-X1:I9-G7 | …𓂓𓏤𓅆𓏎𓈖𓏏𓆑𓅆      |
| 23                  | Széth Meribré                    | ..ibré ..széth        | ..ib-ra..stX      | N5-Y8-//-I5-Htp:t-p | 𓇳𓏣…𓆌𓊵𓏏𓊪        |
| 25                  | I. Noferhotep                    | Hamaatré Neferhotep   | xa..ra..nfr-Htp   | N5-N28:D36:Y1-//-F35-R4:X1-Q3 | 𓇳𓈍𓂝𓏛…𓄤𓊵𓏏𓊪      |
| 26                  | Szihathor                        | (Re) Szihathor        | sA-Hwt-Hr         | <-N5-O6-X1:O1-G5-G7-G38-Z1-G7-> | 𓇳𓉗𓏏𓉐𓅃𓅆𓅬𓏤𓅆      |
| 27                  | IV. Szobekhotep                  | Haneferré Szobekhotep | xa-nfr-ra-sbk-Htp | <-N5-N28:D36-Y1-F35-I3-R4:X1-Q3-> | 𓇳𓈍𓂝𓏛𓄤𓆊𓊵𓏏𓊪      |
| Hetedik oszlop      |                                  |                       |                   | |                |
| Sor                 | Közismert neve                   | Neve a listán         | Transzliteráció   | Manuel de Codage |                |
| 1                   | VI. Szobekhotep                  | Hahotep Rahotep       | xa-Htp-ra-Htp     | N5-N28:D36*Y1-R4:X1-Q3-G7 |                |
| 2                   | Uahibré Ibiau                    | Uahibré Ibiau         | wAH-ib-ra-ibiaw   | ra-wAH-H-Y1-ib-Z1-i-a:mw-A24-ib-Z1 |                |
| 3                   | Mernoferré Ay                    | Mernoferré            | mr-nfr-ra         | N5-U7:D21-F35 |                |
| 4                   | Merhotepré Ini                   | Merhotepré            | mr-Htp-ra         | N5-U6-R4:X1*Q3 |                |
| 5                   | Szanhenré Szeuadzstu             | Szanhenré Szeuadzstu  | s-anx-n-ra-swDtwi | ra-s-anx-n:x-n-s-wAD-t-Z7 |                |
| 6                   | Merszehemré Ined                 | Merszehemré Ined      | mr-sxm-ra-ind     | ra-U7:r-sxm-Z1-i-in:n-d:wr |                |
| 7                   | Szeuadzskaré Hori                | Szeuadzskaré Hori     | swAD-kA-ra-Hri    | N5-S29-M13-S28-Z1-G7-G5-M17 |                |
| 8                   | Merkauré Szobekhotep             | Merkauré Szobek..     | mr-kAw-ra-sbk..   | N5-U7:D21-Z1-D28-Z1-//-I3-// |                |
| 9                   | Elveszett                        | —                     | —                 | — |                |
| 10                  | Elveszett                        | —                     | —                 | — |                |
| 11                  | Elveszett                        | —                     | —                 | — |                |
| 12                  | Elveszett                        | —                     | —                 | — |                |
| 13                  | II. Dedumosze                    | ..mosze               | i-m-s-s           | //-F31-S29-Z5 |                |
| 14                  | Ibi                              | ..maat..ré Ibi        | ..mAat-ra-ibi     | <-N5-//-X1-H6->-G7-M17-E8-M17-A1 |                |
| 15                  | Hór                              | Webenré Hór           | ..wbn-Hr          | <-N5-//-G43-D58-N35:N5->-G7-G5 |                |
| 16                  | Sze..karé                        | Sze..karé             | s..kA-ra          | N5-S29-//-D28-Z1-G7 |                |
| 17                  | Szehekenré Szanhptahi            | ..enré                | ..enra            | N5-//-Y1:N35 |                |
| 18                  | Elveszett                        | —                     | —                 | — |                |
| 19                  | Elveszett                        | —                     | —                 | — |                |
| 20                  | Szehaenré                        | ?                     | ?                 | <-//-Y1:.#34-G7-> |                |
| 21                  | Elveszett                        | —                     | —                 | — |                |
| 22                  | Merheperré                       | Merheperré            | mr-xpr-ra         | N5-U7:D21-L1 |                |
| 23                  | Merkaré                          | Merka..               | mr..kA..          | //-U7:.#234-D28-Z1 |                |
| Nyolcadik oszlopk   |                                  |                       |                   | |                |
| Sor                 | Közismert neve                   | Neve a listán         | Transzliteráció   | Manuel de Codage |                |
| 1                   | Neheszi                          | Neheszi               | nḥsi              | G21-V28-S29-Z4-T14 |                |
| 2                   | Hatiré                           | Hatiré                | xa.ti-ra          | N5-N28:D36*Y1-U33-Z4 |                |
| 3                   | Nebfautré                        | Nebfauré              | nb-fAw-t-ra       | N5-V30:I9-F40-Z7:X1-Y1:Z2 |                |
| 4                   | Szehebré                         | Szehabré              | sHb-ra            | N5-S29-V28-b-W3:N5 |                |
| 5                   | Merdzsefaré                      | Merdzsefaré           | mr-DfA-ra         | N5-U7:D21-G42-G41:G37 |                |
| 6                   | III. Szeuadzskaré                | Szeuadzskaré          | swAD-kA-ra        | N5-S29-M13-D28-Z1 |                |
| 7                   | Nebdzsefaré                      | Neb(...)ré            | nb-DfA-ra         | N5-N5:V30-I10:I9-G42-Z7-G41:G37 |                |
| 8                   | Webenré                          | Webenré               | wbn-ré            | N5-Z7-D58-N35:N5-G7 |                |
| 9                   | Elveszett                        | —                     | —                 | — |                |
| 10                  | ..ré                             | (...)ré               | ..ra..dfA         | N5-//-G41:G37 |                |
| 11                  | ..webenré                        |                       | ..wbn..ra         | //-D58#3-N35:N5-G7 |                |
| 12                  | Autibré                          | Autibré               | Aw-t-ib-ra        | N5-F40-Z7:X1-Y1:Z2-F34-Z1 |                |
| 13                  | Heribré                          | Heribré               | hr-ib-ra          | N5-O4-D21:Y1-F34-Z1 |                |
| 14                  | Nebszenré                        | Nebszenré             | nb-sn-ra          | N5-V30-S29-N35:Z2 |                |
| 15                  | Elveszett                        | —                     | —                 | — |                |
| 16                  | Szeheperenré                     | Szeheperenré          | s-xpr-n-ra        | N5-S29-L1-D21:N35 |                |
| 17                  | Dzsedheruré                      | Dzsedheruré           | Dd-xrw-ra         | N5-R11-G7-P8-Z7 |                |
| 18                  | Szanhibré                        | Szanhibré             | s-anx-ib-ra       | N5-S29-S34-N35:Aa1-F34-Z1 |                |
| 19                  | Kanefertemre                     | (Ka)nefertemre        | kA-nfr-tm-ra      | N5-F35-X1:U15-//-G7 |                |
| 20                  | Szehem..ré                       | Szehem..ré            | sxm..ra           | N5-S42-G17-// |                |
| 21                  | Kakemuré                         | Ka..kemuré            | kA..kmw-ra        | N5-D28-D52:E1-//-I6-Z7:X1-E1 |                |
| 22                  | Noferibré                        | Noferib..ré           | nfr-ib-ra         | N5-F35-F34-// |                |
| 23                  | I..ré                            | I..ré                 | i..ra             | N5-M17-A2-// |                |
| 24                  | Ha..ré                           | Ha..ré                | xa..ra            | N5-N28:D36*Y1-// |                |
| 25                  | Aakaré                           | Aakaré                | aA-kA-ra          | N5-O29v-D28-// |                |
| 26                  | Szemen..ré                       | Szemen..ré            | smn..ra           | N5-S29-Y5:N35-// |                |
| 27                  | Dzsed..ré                        | Dzsed..ré             | Dd..ra            | <-N5-R11-R11-// |                |
| Kilencedik oszlop   |                                  |                       |                   | |                |
| Sor                 | Közismert neve                   | Neve a listán         | Transzliteráció   | Manuel de Codage |                |
| 1                   | Elveszett                        | —                     | —                 | N5-// |                |
| 2                   | Elveszett                        | —                     | —                 | — |                |
| 3                   | Elveszett                        | —                     | —                 | — |                |
| 4                   | Elveszett                        | —                     | —                 | — |                |
| 5                   | Elveszett                        | —                     | —                 | N5-// |                |
| 6                   | Elveszett                        | —                     | —                 | N5-// |                |
| 7                   | Szenofer..ré                     | Szenofer..ré          | s-nfr..ra         | N5-S29-F35-// |                |
| 8                   | Men..ré                          | Men(ib)..ré           | mn-ib..ra         | N5-Y5:N35-ib*Z1#1234 |                |
| 9                   | Dzsed..                          | Dzsed..               | Dd..              | R11*R11#34-// |                |
| 10                  | Elveszett                        | —                     | —                 | — |                |
| 11                  | Elveszett                        | —                     | —                 | — |                |
| 12                  | Elveszett                        | —                     | —                 | — |                |
| 13                  | Elveszett                        | —                     | —                 | — |                |
| 14                  | Inenek                           | Inenek                | in-n-k            | M17-K1:N35:V31A-// |                |
| 15                  | Ineb                             | Ineb                  | inbi              | M17-A1-V30-// |                |
| 16                  | 'Apepi                           | Ip..                  | ip..              | M17-A1-Q3-// |                |
| 17                  | Hab                              | Hab                   | hbi               | M17-O4-G1-D58 |                |
| 18                  | Sza                              | Sza                   | sA                | G39-Z1 |                |
| 19                  | Hapu                             | Hapu                  | Hpw               | Aa5:Q3-Z7-E1 |                |
| 20                  | Semszu                           | Semszu                | Smsw              | T18-S29-Z7-D54 |                |
| 21                  | Meni                             | Meni                  | mni               | Y5:N35-M17-// |                |
| 22                  | Werka..                          | werka..               | wr-qAi            | G36:D21-N29-A28 |                |
| 23                  | Elveszett                        | —                     | —                 | — |                |
| 24                  | Elveszett                        | —                     | —                 | — |                |
| 25                  | ..ka                             | ..ka                  | ..kA..            | <-//-A2-D28-Z1-> |                |
| 26                  | ..ka                             | ..ka                  | ..kA..            | <-//-D28-Z1-> |                |
| 27                  | Elveszett                        | ..                    | ..                | <-//-Z1-G7-> |                |
| 28                  | ..ren..hepu                      | ..ren..hepu..         | ..rn-Hpw..        | <-//-D21:N35->-G7-Aa5:Q3-Z7-Y1 |                |
| 29                  | Anati                            | Anati                 | in-nti            | <-//-D28-Z1-G7->-G7-V30:N35-N35:G1-U33-M17-D54 |                |
| 30                  | Bebnum                           | ..ka.. Bebnem         | ..kA..bbnm        | <-//-D28-Z1-G7->-G7-D58-D58-N35:Z2-G17-D54 |                |
| 31                  | Elveszett                        | ..                    | —                 | — |                |
| Tizedik oszlop      |                                  |                       |                   | |                |
| Sor                 | Közismert neve                   | Neve a listán         | Transzliteráció   | Manuel de Codage |                |
| 1                   | I..                              | I..                   | iwf..             | M17-// |                |
| 2                   | II. Széth                        | Széth                 | stH..             | <-C7-G7-//-> |                |
| 3                   | Szunu..                          | Szunu..               | swnw              | <-T11-W24-Z7-//-> |                |
| 4                   | Hór..                            | Hór..                 | ḥr..              | <-G5-G7://-//-> |                |
| 5                   | Elveszett                        | —                     | —                 | — |                |
| 6                   | Elveszett                        | —                     | —                 | — |                |
| 7                   | Nib..                            | Nib..                 | nib..             | <-D35-M17-D58-E8-N35A#24-/-> |                |
| 8                   | Mer..en..                        | Mer..en..             | mr..n..           | <-U6://-N35https://web.archive.org/web/20100617044359/http://www.archivesnationales.culture.gouv.fr/camt/fr/egf/donnees_efg/1996_027/old_cie_generale_francaise_de_tram_FICHE.html> |                |
| 9                   | Penenszetenszepet                | Penenszetenszepet     | pnnstt-n-spt      | Q3:N35:N35-S29-K3:X1*X1-N35-S29-Q3:X1 |                |
| 10                  | Herethebsepszu                   | Herethebsepszu        | xrt-Hb-Spsw       | <-T28:D21-W3:X1*B1-Z3A-A50-Z3A-//-> |                |
| 11                  | Hut..hemet                       | Hut..hemet            | xw..Hmt..         | <-Aa1:D43-Z7-//-N42:X1-B1-//-> |                |
| 12                  | Elveszett                        | —                     | —                 | — |                |
| 15                  | Szemken?                         | —                     | —                 | — |                |
| 16                  | Aperanat?                        | —                     | —                 | — |                |
| 17                  | Szekirhar                        | —                     | —                 | — |                |
| 18                  | Hian                             | —                     | —                 | — |                |
| 19                  | Apepi                            | —                     | —                 | — |                |
| 20                  | Hamudi                           | Hamudi                | xA-mdw-i          | xA-A-m-Z7-d:y-T14 |                |
| 23                  | Elveszett                        | —                     | —                 | — |                |
| 24                  | Elveszett                        | —                     | —                 | — |                |
| 25                  | Zeket..                          | Zeket..               | skt..             | <-O34:V31:X1*Z5-//-Z1-G7-//-> |                |
| 26                  | Ar..                             | Ar..                  | Ar..              | <-D36:D21-//-> |                |
| 27                  | Elveszett                        | —                     | —                 | — |                |
| 28                  | Elveszett                        | —                     | —                 | — |                |
| 29                  | ..nia..                          | ..nia..               | ..niA..           | //-G7-N35-M17-G1-// |                |
| Tizenegyedik oszlop |                                  |                       |                   | |                |
| Sor                 | Közismert neve                   | Neve a listán         | Transzliteráció   | Manuel de Codage |                |
| 1                   | Szehemré Szementau Dzsehuti      | Szehem..ré            | sxm..ra           | <-N5-S42-Z1-//-> |                |
| 2                   | Szehemré Szuszertaui Szobekhotep | Szehem..ré            | sxm..ra           | <-N5-S42-Z1-G7-//-> |                |
| 3                   | Szehemré Szanhtaui Noferhotep    | Szehemré Sz..         | sxm-ra-s..        | <-N5-S42-Z1-G7-S29-//-> |                |
| 4                   | Szeuadzsenré Nebiriau            | Szeuadzsenré..        | swAD-n-ra..       | <-N5-S29-M13-N35:.#234-//-> |                |
| 5                   | II. Nebiriau                     | Nebiriauré            | nb-iri-Aw-ra      | #b-<-N5-V30-M17-D21:Z4-F40-Z7-Y1:Z2->#e |                |
| 6                   | Nebiretauré                      | Nebiretauré           | nb-iri-Awt-ra     | #b-<-N5-V30-M17-D21:Z4-X1:.-F40-Z7-Y1:Z2->#e |                |
| 7                   | Szemenré                         | Szemenré              | smn-ra            | #b-<-N5-S29-Y5:N35-U32-Y1:.*Z1->#e |                |
| 8                   | Szeuszerenré Bebianh             | Szeuszerré..          | s-wsr-ra..        | #b-<-N5-S29-F12-S29-D21:D36->#e |                |
| 9                   | Szehemré Seduaszet               | Szehemré Seduaszet    | sxm-ra-Sd-wAst    | <-N5-S42-F30:D46-A24-R19-X1:O49-G7-> |                |
| 10                  | Elveszett                        | —                     | —                 | — |                |
| 11                  | Elveszett                        | —                     | —                 | — |                |
| 12                  | Elveszett                        | —                     | —                 | — |                |
| 13                  | Elveszett                        | —                     | —                 | — |                |
| 14                  | Elveszett                        | —                     | —                 | — |                |
| 16                  | Uszer..ré                        | Uszer..ré             | wsr..ra           | <-N5-F12-D21:.#1234-//-> |                |
| 17                  | Uszer..                          | Uszer..               | wsr..             | <-F12#3-//-> |                |

## Kép

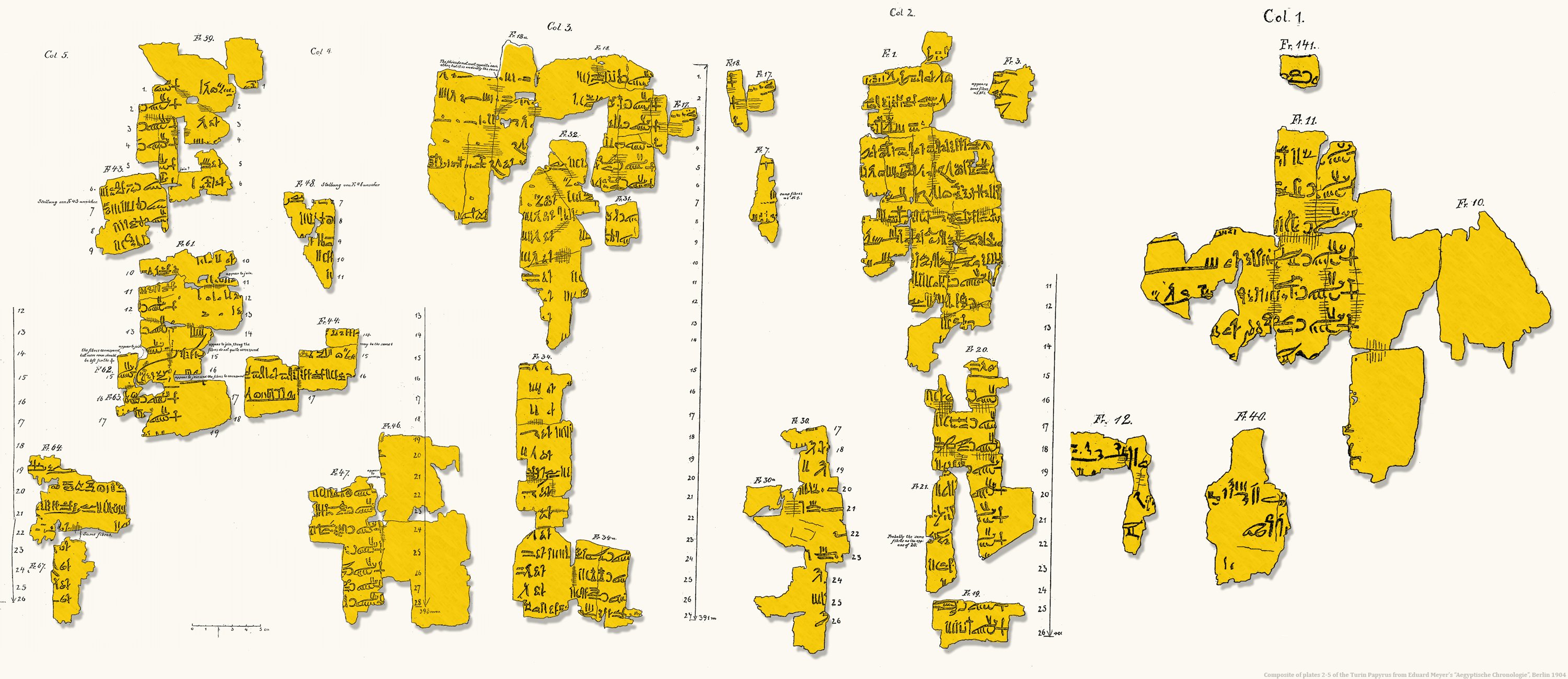
1904-es kísérlet a lista részeinek összeállítására

## Fordítás
- Ez a szócikk részben vagy egészben  a   Turin King List című angol Wikipédia-szócikk ezen változatának fordításán alapul.  Az eredeti cikk szerkesztőit annak laptörténete sorolja fel. Ez a jelzés csupán a megfogalmazás eredetét és a szerzői jogokat jelzi, nem szolgál a cikkben szereplő információk forrásmegjelöléseként.

## Bibliográfia
- Alan Gardiner, editor. Royal Canon of Turin. Griffith Institute, 1959. (Reprint 1988. ISBN 0-900416-48-3)
- Beckerath, Jürgen von. “Some remarks on Helck's 'Anmerkungen zum Turiner Konigspapyrus‘.“ Journal of Egyptian Archaeology 81, (1995): 225-227.
- Beckerath, Jürgen von. “The Date of the End of the Old Kingdom of Egypt.” Journal of Near Eastern Studies 21, no. 2 (April 1962): 140-147.
- Bennett, Chris. “A Genealogical Chronology of the Seventeenth Dynasty.” Journal of the American Research Center in Egypt 39, (2002): 123-155.
- George Adam Smith, "Chaldean Account of Genesis" (Whittingham & Wilkins, London, 1872) (Reprint 2005. Adamant Media Corporation, ISBN 1-4021-8590-1) p290  Contains a different translation of the Turin Papyrus in a chart about "dynasty of gods".
- Kenneth A. Kitchen "King Lists" The Oxford Encyclopedia of Ancient Egypt. Ed. Donald B. Redford. Copyright © 2001, 2005 by Oxford University Press, Inc.. The Oxford Encyclopedia of Ancient Egypt. Oxford University Press.
- K. Ryholt, The Political Situation in Egypt during the Second Intermediate Period. Carsten Niebuhr Institute Publications, vol. 20. Copenhagen: Museum Tusculanum Press, 1997. ISBN 87-7289-421-0.
- K. Ryholt, ‘The Turin King-List’, Ägypten und Levante 14, 2004, pp. 135–155. This is a detailed description of the king-list, the information it provides, and its sources.
- Málek, Jaromír. “The Original Version of the Royal Canon of Turin.” Journal of Egyptian Archaeology 68, (1982): 93-106.
- Spalinger, Anthony. “Review of: ‘The Political Situation in Egypt during the Second Intermediate Period, c. 1800-1550 B. C.’ by K.S.B. Ryholt.” Journal of Near Eastern Studies 60, no. 4 (October 2001): 296-300.